# Nihon Zenkoku Sakenomi Ondo
Nihon Zenkoku Sakenomi Ondo (jap. 日本全国酒飲み音頭, dt. in etwa „Das Lied der Säufer aus ganz Japan“) ist ein 1979 erschienenes Lied der japanischen Band Barracuda, das bis heute als eines der berühmtesten Trinklieder in japanischer Sprache gilt. Der Text stammt von Okamoto Keiji, komponiert wurde das Lied von Beethoven Suzuki (bürgerlich: Suzuki Ko).
Strophe eins des Liedertextes gibt im Wesentlichen Gründe an, von Januar bis Dezember Alkohol zu trinken. In Strophe zwei erzählt der Sänger davon, in den verschiedenen Regionen Japans, von Hokkaidō ganz im Norden bis in das südliche Okinawa, getrunken zu haben.